# نورما إيليا كانتو
نورما إيليا كانتو (بالإسبانية: Norma Elia Cantú)‏ (3 يناير 1947، نويفو لاريدو في المكسيك)؛ شاعرة، صحفية، كاتِبة وروائية مكسيكية.